# York Island
York Island – wyspa należąca do państwa Antigua i Barbuda, która znajduje się na wschód od wybrzeża Antigui.